# Самар (море)
Море Самар (на английски: Samar sea) е междуостровно море на Тихия океан, разположено в източната част на Филипинския архипелаг, на територията на Филипините. Простира се между островите Масбате на запад, Лусон на север, Самар на изток и Лейте. На северозапад чрез протока Тикао се свързва с море Сибуян, на североизток и югоизток чрез протоците Сан Бернардино и Сан Хуанико – с Филипинско море, а на югозапад чрез протока Масбате – с море Висаян. Дължина от северозапад на югоизток 165 km, ширина до 70 km, площ 3870 km2, максимална дълбочина до 300 m. Бреговете му са предимно планински, силно разчленени. Изпъстрено е множество малки острови: Балиран, Дарам и Багатао (на юг), Санто Нино, Марипипи, Алмагро, Тагапула и др. (в централната част), Тикао, Капул и др. (на север)..